# Bernhardina

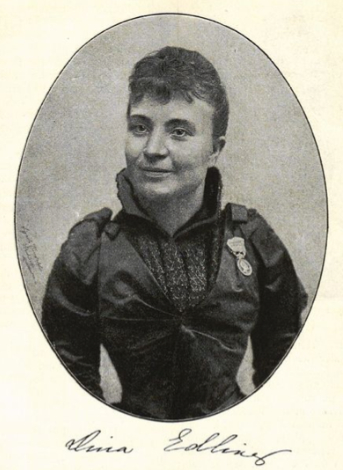
Bernhardina 'Dina' Edling

Bernhardina är ett forntyskt kvinnonamn som är sammansatt av ord som betyder björn och stark. Namnet har funnits i Sverige sedan 1700-talet. En kortform av namnet är Berna och franska former är Bernardine och Bernadette. Den manliga formen är Bernhard.
Namnet var vanligast i Sverige under 1800-talet.[källa behövs]
Den 31 december 2014 fanns det totalt 256 kvinnor folkbokförda i Sverige med namnet Bernhardina, varav 5 bar det som tilltalsnamn. Motsvarande siffror för kortformen Berna var 285 respektive 149.
Namnsdag: saknas (mellan 1812 och 1900 var namnsdagen för Bernhardina 22 april)

## Personer med namnet Bernhardina
- Bernhardina 'Dina' Edling, operasångerska